# West Sparta
West Sparta – miasto w Stanach Zjednoczonych, w stanie Nowy Jork, w hrabstwie Livingston.